# Jens Jensen (Basketballspieler)
Jens Sigve Munthe Jensen (* 4. August 1975 in Skanderborg) ist ein ehemaliger dänischer Basketballspieler.

## Laufbahn
Jensen spielte Basketball in der Jugendabteilung von Skovbakken Basket in der Stadt Aarhus und ab 1993 in Skovbakkens Herrenmannschaft (später in Bakken Bears umbenannt). Von 1997 bis 1999 gehörte der 1,95 Meter große Flügelspieler, der sich während seiner Karriere als guter Distanzschütze und Verteidiger einen Namen machte, zur Mannschaft des San Jose City College im US-Bundesstaat Kalifornien, in der Saison 1999/2000 spielte er für die Hochschulmannschaft der University of California, Irvine in der ersten NCAA-Division. Er bestritt 23 Spiele für „UC Irvine“ und verbuchte im Schnitt 1,8 Punkte pro Begegnung. Anschließend verließ er die Hochschule, kehrte nach Dänemark und zu Skovbakken zurück. Mit Ausnahme des Spieljahres 2002/03, in dem er für den spanischen Verein C.B. Los Barrios auflief, blieb Jensen Skovbakken (beziehungsweise ab 2007 Bakken Bears genannt) bis zum Ende seiner Leistungsbasketballlaufbahn im Jahr 2013 treu.
Er bestritt 521 Spiele für Skovbakken beziehungsweise Bakken und wurde mit der Mannschaft zehn Mal dänischer Meister sowie acht Mal Pokalsieger. Für die dänische Nationalmannschaft lief er in 58 Länderspielen auf. Sein Sohn Tobias wurde ebenfalls Basketballspieler im Leistungsbereich.